# Partição do Vietnã

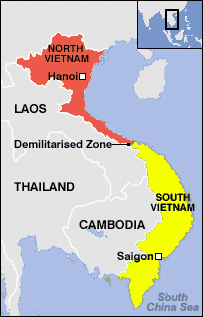
Mapa mostrando a divisão do país em 1954.

A partição do Vietnã foi o estabelecimento do paralelo 17 como a Zona Desmilitarizada do Vietnam em 1954, no Vietnã, após a divisão do país em duas partes depois da Primeira Guerra da Indochina.
A Conferência de Genebra foi realizada no final da Primeira Guerra da Indochina. Como parte do pós-guerra anunciado em 21 de julho de 1954, o Vietnã foi temporariamente dividido em zonas Norte e Sul, na pendência de unificação com base em eleições livres supervisionadas internacionalmente a ser realizada em 1956. As eleições nunca foram realizadas. A República Democrática do Vietnã do Norte, controlada por Ho Chi Minh e os Viet Minh desde a Revolução de Agosto de 1945, tornou-se formalmente reconhecido na comunidade internacional como um Estado separado. A capital foi a Hanói. O sul do Imperador Bao Dai tornou-se o Estado do Vietnã, mais conhecido como Vietnã do Sul, com sua capital em Saigon. A Comissão Internacional de Controle foi formada para supervisionar o cessar-fogo e a aplicação dos Acordos de Genebra, que previam eleições universais em 1956 e, em seguida, a reunificação do Vietnam.
Com o fracasso para implementar eleições por sufrágio universal para terminar a partição temporária do país, conflitos entre os novos  Estados  do norte e do sul começaram, evoluído para a Guerra do Vietnã.
O Vietnã foi reunificado em 1976, após o fim da guerra, com a retirada das tropas dos Estados Unidos e a queda de Saigon, com a capitulação do governo do Vietnã do Sul (até então mantido graças ao apoio dos norte-americanos) diante do Exército do Povo do Vietnam, em 30 de abril. A data é comemorada como o Dia da Reunificação ou Dia da Libertação (Ngày Giai Phong) e é feriado nacional no Vietnã.